# مارینا پرتسی
مارینا پرتسی (ایتالیایی: Marina Perzy؛ زادهٔ ۳۰ اوت ۱۹۵۵) یک مجری تلویزیون و هنرپیشه اهل ایتالیا است.
او در میانهٔ دههٔ ۱۹۸۰ بابت روابط پر احساسش با والتر زنگا بر سر زبان‌ها بود.
از فیلم‌های او می‌توان به نجیب و بدجنس اشاره کرد.